# Josef Mach (Regisseur)
Josef Mach (* 25. Februar 1909 in Proßnitz, Mähren, Österreich-Ungarn; † 7. Juli 1987 in Prag) war ein tschechischer Drehbuchautor und Filmregisseur.

## Leben und Werk
Josef Mach arbeitete zu Beginn seiner Karriere als Journalist und Bühnendarsteller, als ihm 1938 eine Regieassistenz im Bereich Kurzfilm bei den Grafo Filmstudios angeboten wurde. Später arbeitete er auch als Drehbuchautor und Spielfilm-Regisseur für die Filmstudios Barrandov in der damaligen Tschechoslowakei. Mitte der 1960er Jahre folgte er einer Einladung der DEFA einen Indianerfilm zu inszenieren. Es entstand der erste der sogenannten DEFA-Indianerfilme Die Söhne der großen Bärin, der Gojko Mitić zum Star in Ostdeutschland machte.

## Filmografie

### Regie (Auswahl)
- 1946: In den Bergen dröhnt es (V horách duní)
- 1947: Nikdo nic neví
- 1949: Revolte im Dorf (Vzbouření na vsi)
- 1950: Razek findet Anschluß (Racek má zpoždění)
- 1953: Heimatland (Rodná zem)
- 1956: Spiel mit dem Teufel (Hrátky s čertem)
- 1957: Florenc 13:30
- 1958: Bittere Liebe (Hořká láska)
- 1960: Walzer für Millionen (Valčík pro milión)
- 1962: Bitte nicht wecken! (Prosím nebudit!)
- 1963: Drei Mann unter einem Dach (Tři chlapi v chalupě) (Fernsehfilm)
- 1966: Die Söhne der großen Bärin
- 1966: Schwarze Panther
- 1970: Der Mörder auf den Schienen (Na kolejích čeká vrah)
- 1971: Dem Narbengesicht auf der Spur (Člověk není sám)
- 1973: 1 + 3 = 4 (Tři nevinní)
- 1975: Palette der Liebe (Paleta lásky)
- 1977: Ein stiller Amerikaner in Prag (Tichý Američan v Praze)